# Vision du moine d'Eynsham
La Vision du moine d’Eynsham, ou Visio Monachi de Eynsham en latin, est un texte rédigé par Adam d’Eynsham au XIIe siècle (on suppose entre 1197 et 1200) relatant la vision du moine Edmund d’Eynsham, expérimentée par ce dernier en 1196,. Ce manuscrit fait partie des grandes visions de l’au-delà du Moyen Âge et serait une des plus longues et détaillées du genre littéraire. Son récit décrit le voyage de l’âme d’Edmund (à travers le purgatoire jusqu’au paradis) que prétend avoir effectué ce moine de l’Abbaye d’Eynsham.
Cette vision a une valeur historique distinctive des autres visions de son époque dans sa dénonciation et sa révélation des dessous corrompus de la vie religieuse et sociale du XIIe siècle en Angleterre.

## Contexte historique de la vision

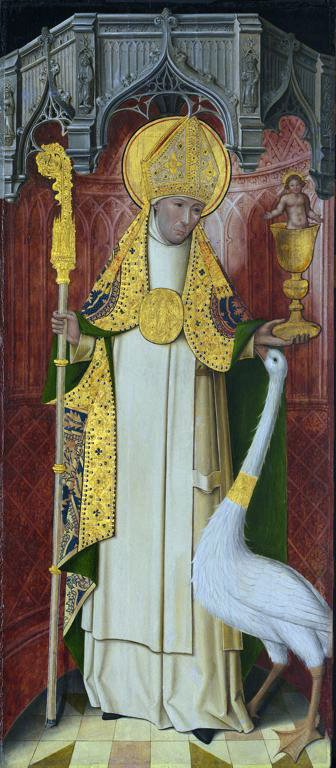
Hugues de Lincoln (ou Saint Hugues d’Avalon)

La Vision du Moine d’Eynsham (aussi retrouvée sous le nom Evesham en raison d’une erreur de traduction) a été écrite à Eynsham, proche d’Oxford, sous l’ordre de l’évêque Hugues de Lincoln à son sous-prieur Adam d’Eynsham probablement vers 1197,. Adam d’Eynsham fut le chapelain de l’évêque et aussi l’auteur de sa biographie la Vie de Saint Hugues dans laquelle il mentionne le destin inhabituel de son frère (sans le nommer) soit Edmund d’Eynsham, le visionnaire. Il est raconté qu’Edmund, lors d’une messe donnée par l’évêque de Lincoln, aurait entendu des voix et éprouvé des hallucinations divines le pressant de réformer les églises anglaises des comportements répréhensifs du clergé de l’époque, sous peine de subir la colère de Dieu. Edmund se convertira novice à l’Abbaye d’Eynsham et tombera très malade pendant plus d’un an et trois mois.
Au Moyen Âge entre le IVe et le XIIIe siècle, la maladie est commune au procédé d’accueil des visions de l’Au-delà par leur visionnaire et c’est exactement au terme de la sienne qu’Edmund plongera dans sa transe spirituelle. Ainsi, le jour du Jeudi Saint, Edmund, mourant, s’adresse à Dieu en lui demandant de lui montrer le destin des âmes après la Mort. Le soir, il est retrouvé par deux moines sur le plancher de leur monastère, inconscient. Il se réveillera guéri juste avant Pâques, le Samedi avant minuit au son des carillons de la messe. Il est probable que ce soit au moment de son éveil miraculeux que le moine d’Eynsham se confiera à son frère Adam qui aurait été présent auprès de lui durant sa maladie en 1196. En effet, Adam d’Eynsham n’écrira sa vision qu’un an plus tard. Ainsi, c’est au courant de ces trois jours d’extase que l’âme du clerc aurait été guidé par Saint-Nicolas dans l’Au-delà en corrélation avec la date de célébration du parcours du Christ au travers de sa Passion et de sa Résurrection
D’après Claude Carozzi « le sens de toute la vision repose sur cette imitation concrète du Christ » qui aurait permis à Adam d’Eynsham d’assurer l’authenticité des propos de son frère sur ses dénonciations cléricales par son analogie à la démarche de « purgation des âmes » permise par le Christ au travers de ses souffrances. 

## Historique des sources

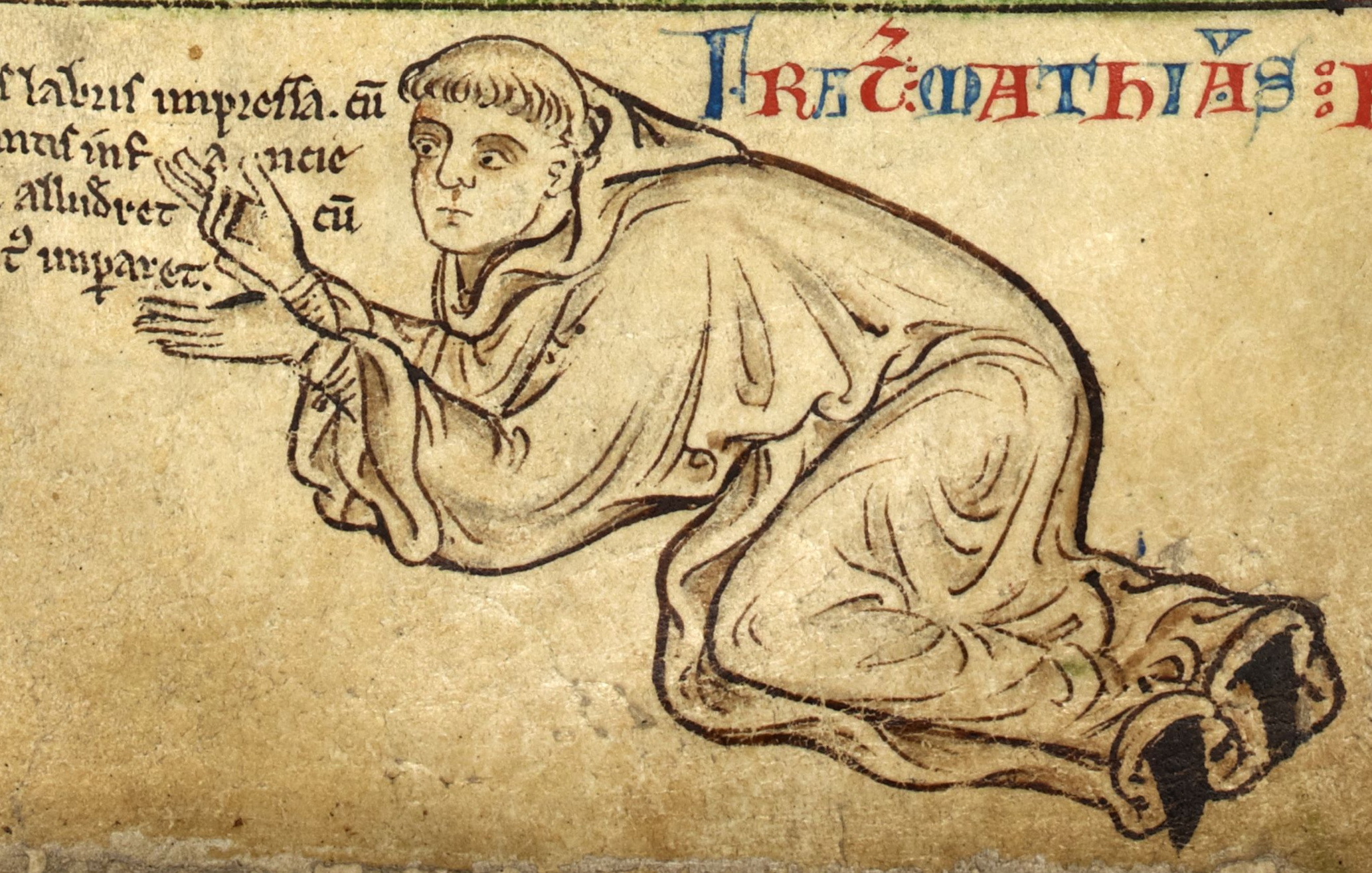
lIllustration du moine Matthew Paris travaillant sur un manuscrit

Une première mention de la Vision du moine d’Eynsham se retrouve, avant sa parution, dans Les Fleurs de l’Histoire du moine Roger de Wendover en 1196. On la retrouve également plus tard évoquée dans les chroniques de Matthew Paris et au travers du récit de la Vision de Turchill par Ralph de Coggeshall (1207-1228). Ce dernier s’est d’ailleurs inspiré, entre autres, de la vision d’Edmund dans ses écrits et il serait un des auteurs permettant d’allouer à cette vision le nom de son rédacteur, Adam d’Eynsham.
La première version imprimée du texte serait celle de William de Machlina vers 1482 et pourrait être l’« unique copie qui a fait son chemin de la librairie du Roi Henry VII au British Museum »(traduction libre). 
Edward Arber aurait ensuite traduit le texte de la Vision du moine d’Eynsham en moyen anglais dans The Revelation of The Monk of Evesham en 1869. Une version du récit en anglais moderne a également été rédigée par Valerian Paget en 1909.

## La Vision
Le texte de la Vision du moine d’Eynsham fait partie, avec la Vision d’Albéric, le Purgatoire de Saint-Patrice, la Vision de Gottschalk et la Vision de Turchill, des six visions du XIIe siècle (entre 1115 et 1206) qui s’illustrent des visions antérieures par plusieurs éléments communs. Chacune de ses visions se démarque par sa longueur inhabituelle (la vision d’Edmund faisant approximativement 22 000 mots), de même qu’au travers d’un retour au schéma traditionnel du récit de l’Au-delà qui avaient connu des modifications par le passé en raison de l’apparition d’un symbolisme expansif. Le genre littéraire des visions de l’Au-delà du Moyen Âge s’éteint après le XIIe siècle et ces six visions sont les derniers témoins des «transformations internes que subit le genre (…) avant de disparaitre». 
La Vision du moine d’Eynsham s’instaure également dans un schéma narratif commun aux visions de l’Au-delà depuis le IVe siècle. Dans son itinéraire, par exemple, l’âme du novice Edmund commence son voyage à l’ouest en se dirigeant vers l’Orient,. Des « phénomènes météorologiques » comme dans le deuxième lieu du purgatoire exploré par Edmund, dans lequel les âmes des Morts (en processus de rédemption) sont jetées dans un brasier puis dans un fleuve puant et dans la neige (sans interruption et continuellement), sont également fréquents aux descriptions du purgatoire. Ce qu’Alexandre Micha nomme les « lieux pénaux constants »à ce type de visions. De même, la conception de l’espace « illimité » de l’Au-delà, les trois lieux du purgatoire se succédantet la rencontre de « personnages historiques ou simples connaissances » appartenant à des « milieux variés » dans le texte d’Adam d’Eynsham sont d’autres éléments rattachant la vision à son genre. 
Cependant, ce qui semble donner un aspect singulier à la Vision du Moine d’Eynsham c’est principalement le nombre de détails impressionnants (tout particulièrement lorsqu’Edmund est spectateur d’une reconstitution de la Passion du Christ au paradis) et la vraisemblance avec laquelle Edmund (en collaboration avec son frère) relate les évènements vécus,.

### Structure et Contenu
La Vision du moine d’Eynsham est construite en trois trames narratives distinctes : l’omniscience et les commentaires d’Adam d’Eynsham (présent particulièrement dans le prologue et la conclusion), le récit à la première personne d’Edmund à travers son voyage, et enfin les épisodes des 19 Morts que le protagoniste rencontre dans le purgatoire.  
L’organisation du récit dans son ensemble se divise elle en deux parties majeures, soit la visite des trois lieux du purgatoire guidé par Saint-Nicolas et l’aperçu du Paradis avec la reproduction de la scène de la Passion du Christ. 
Le système de fonctionnement du purgatoire est fourni à travers le témoignage des figures que rencontre le novice Edmund et que celui-ci reconnaît. Divisé en trois lieux circulaires qui se succèdent de l’est vers l’ouest, le purgatoire entoure le Paradis qui se retrouve au centre, gardé d’un mur de cristal. De l’autre côté de ce mur, dans la paroi, se distinguent des marches où montent graduellement les élus jusqu’au trône du Sauveur. 
Les cercles du purgatoire proposent une ascension dans l’horreur des souffrances vécues par les âmes qui y sont prises, sans nécessairement distinguer les pêchés au travers des divisions (sauf pour le troisième lieu, le plus terrible, réservé spécifiquement aux sodomites) bien que les châtiments eux s’associent aux vices commis du vivant des pécheurs. L’objectif de ce purgatoire est, comme il est commun d’observer dans les autres visions, la purification des âmes jusqu’à l’expiation des fautes préparant l’entrée prochaine aux cieux.
Une des particularités de cette vision réside dans la reconnaissance de certains morts dans le purgatoire par le moine d’Eynsham. Des hommes et des femmes qu’il aurait connu de leur vivant ou qui auraient été reconnus par tous à l’époque. Il va rencontrer par exemple un roi subissant d’affreuses souffrances et qui pourrait être identifié comme Henry II décédé quelques années auparavant. 

### Fonction de la vision et critique religieuse
La Vision du moine d’Eynsham rédigée au XIIe siècle s’inscrit dans la grande lignée des visions dont la fonction première est de faire passer un message aux vivants, laïcs ou appartenant au clergé. Pour Claude Carozzi, la vision d’Edmund cherche d’abord à sermonner le peuple anglais. En mentionnant les figures historiques rencontrées tout au long du voyage dans l’Au-delà, Adam d’Eynsham et son frère décrivent une première préoccupation des chrétiens, c’est-à-dire en apprendre davantage sur le destin des âmes après la mort puis, dans un second temps, ils cherchent à « inciter à la réforme de l’Église ». Pour Edward Arber et Valerian Paget, la fonction initiale de la Vision d’Edmund est d’abord de dénoncer les abus religieux et de construire une organisation de l’Église à l’image réellement pieuse de ses fondements premiers,.

## Critique
Il existe au XIIe siècle une appréhension marquée vis-à-vis des récits de l’Au-Delà concernant la « corporéité des lieux de châtiment »et du Paradis, ce qui provoque la discussion d’intellectuels du Moyen Âge se partageant entre ceux qui l’expliquent et ceux qui n’y croient plus. Le fait que le moine d’Eynsham puisse dissocier son âme de son corps et que cette dernière puisse se déplacer dans des lieux physiques suscite la méfiance de penseurs comme Jean Scot ou Saint-Augustin. Alors qu’un soupçon était déjà présent sur l’explication de la dimension religieuse du spirituel et du matériel par des intellectuels et théologiens comme avait pu le défendre Grégoire Le Grand, le doute sur la question perdure. 